# Shinjo Hiroki
Hiroki Shinjo (sinh ngày 28 tháng 4 năm 1973) là một cầu thủ bóng đá người Nhật Bản.

## Sự nghiệp câu lạc bộ
Hiroki Shinjo đã từng chơi cho FC Tokyo.